# Jacques-Antoine Moerenhout
Jacques-Antoine Moerenhout (Ekeren, 17 januari 1796 – Los Angeles, 11 juli 1879) was een Belgisch ontdekkingsreiziger, etnoloog, koopman en diplomaat in Polynesië. Zijn reisverslagen inspireerden onder meer de Franse kunstschilder Paul Gauguin. Later maakte Moerenhout de Californische goldrush mee en zijn verslagen daarover vormen een belangrijke geschiedkundige bron.

## Vroege leven
Moerenhout werd in 1796 in Ekeren geboren, als op twee na jongste van zeven kinderen. Zijn vader was bakker. Op zijn 16e vervoegde hij Napoleon Bonapartes leger als tekenaar. Hij bleef twee jaar in het leger en schopte het tot secretaris van een kolonel. Na Napoleons gedwongen troonsafstand op 6 april 1814 verliet Moerenhout het leger en trok hij met zijn broer Josse-Joseph naar Parijs waar ze zich beiden aan de École nationale supérieure des beaux-arts inschreven.
Moerenhout keerde al snel naar Antwerpen terug en werd er koopman. Toen zijn moeder in 1826 stierf werd hij secretaris van de Nederlandse consul en koopman J.F. Dourster en reisde hij mee naar Valparaíso in Chili. Tijdens Doursters afwezigheden nam Moerenhout diens taken over. Hij trachtte zelf ook een bedrijf op te richten, maar dat mislukte. In 1828 vroeg Dourster Moerenhout om gezant te worden op de schoener de Volador, met Polynesië als bestemming. Hij nam de kans gretig aan.

## Polynesië
De eerste plaats die Moerenhout aandeed was het eiland Pitcairn - om er parelduikers te rekruteren. Hij bezocht er de schuilplaats van de muiters van de Bounty. Met de parelduikers zocht hij een maand lang parels in de omgeving van het eiland Lord Hood, waarna hij verschillende eilanden van de Tuamotu-archipel bezocht. Op La Chaîne werd hij bijna door de plaatselijke bevolking vermoord maar wist te ontsnappen. Hij beschreef als eerste Europeaan het eiland Maria Est. Door de Franse ontdekkingsreiziger Jules Dumont d'Urville werd het daarom het Moerenhouteiland genoemd. Uiteindelijk bereikte Moerenhout het doel van zijn reis, de Genootschapseilanden en Tahiti.
Moerenhout was van plan niet meer dan enkele weken op Tahiti te blijven maar de Volador leed schipbreuk alvorens hij naar de Fiji-eilanden kon varen. Moerenhout verkende de archipel en bestudeerde de bevolking. Hij trachtte zonder resultaat een suikerrietplantage te ontwikkelen. Hij vond de bevolking decadent en onbetrouwbaar om handel mee te drijven. Na tien maanden, tegen de lente van 1830, kon Moerenhout de terugtocht aanvatten. Hij was vast van plan naar Tahiti terug te keren.
Nog datzelfde jaar kon Moerenhout reeds naar Tahiti terugreizen. Hij raakte bevriend met de Italiaanse botanicus Carlo Giuseppe Luigi Bertero die ook meereisde. Onderweg deden ze het Paaseiland aan, enkele atollen van de Tuamotu-archipel en enkele Benedenwindse eilanden. Op Tahiti hervatte Moerenhout zijn handelsactiviteiten. Hij ontmoette er koningin Pomaré en de Engelse dominee Pritchard. In 1831 vernam hij de dood van zijn vriend Bertero die schipbreuk had geleden. Eind 1833 voer Moerenhout naar Valparaiso om er met Petroni la Garcia y la Guerta in het huwelijk te treden. Na het huwelijk reisde hij meteen naar Tahiti terug. Onderweg deed hij enkele eilanden aan waar hij nog niet was geweest, zoals Elisabeth en Mangareva die deel uitmaken van de Gambiereilanden, en Rapa en Laïvavaï die bij de Australeilanden horen. Hij bestudeerde er de begrafenisrituelen van de plaatselijke bevolking.
Moerenhout breidde zijn handelsnetwerk voortdurend uit waardoor hij op de lange duur een monopolie op de handel met het buitenland had gecreëerd. Hij verlangde naar rechtszekerheid en besloot om zich als consul voor de Verenigde Staten aan te bieden. In 1834 voer hij daarom naar Amerika, reisde over land naar Washington en slaagde er na enkele maanden in om tot consul te worden benoemd. Moerenhout reisde na eerst Frankrijk en België bezocht te hebben naar Tahiti terug. In 1837 verscheen in Parijs het door hem geschreven Voyage aux îles du Grand Océan. Het boek beschrijft de geografie van Polynesië en de gewoonten en zeden van haar bevolking. Het had een belangrijke invloed op de Franse koloniale aspiraties en op kunstenaars als Paul Gauguin.
De activiteiten die Moerenhout tussen 1835 en 1846 in Tahiti en Polynesië ontplooide gingen verder dan enkel handel drijven. Toen twee katholieke missionarissen, Lavel en Carret, Tahiti aandeden, werden ze door koningin Pomaré - op aandringen van dominee Pritchard die hun katholieke invloed wantrouwde - van het eiland verbannen. Moerenhout nam de verdediging van de missionarissen op zich en er ontstond een serieus conflict. Pritchard liet zich tot consul voor het Verenigd Koninkrijk benoemen en slaagde erin Moerenhout als consul voor de Verenigde Staten te laten ontslaan. Moerenhout liet zich daarop tot consul voor Frankrijk benoemen. Het conflict escaleerde. In 1838 werd bij Moerenhout ingebroken. Hijzelf werd zwaar gewond en zijn echtgenote stierf aan haar verwondingen. Moerenhout slaagde er met de hulp van enkele plaatselijke leiders in om Franse bescherming te vragen.
Commandant Dupetit-Thouars arriveerde met een Franse oorlogsvloot waarop Tahiti in 1843 een Frans protectoraat werd. Moerenhout werd tot directeur inheemse zaken benoemd en liet Pritchard verbannen wat bijna tot een oorlog tussen het Verenigd Koninkrijk en Frankrijk leidde. Tot 1846 bleef Moerenhout nog een belangrijke rol op Tahiti spelen.

## Californië
Om hem voor zijn diensten te belonen werd Moerenhout – dankzij de tussenkomst van Dupetit-Thouars – door Frankrijk tot consul 2e klas in Californië benoemd. Californië was op dat moment een dunbevolkte Mexicaanse provincie en de hoofdplaats Monterey slechts een rustig dorpje. Het jaar van zijn aankomst lijfde de Verenigde Staten de provincie echter in en een jaar later kwam de Californische goldrush op gang. Moerenhouts diplomatieke brieven, veldwerk en verslagen zijn een belangrijke bron voor het geschiedkundig onderzoek naar die periode.
Moerenhout reisde nog eenmaal naar Europa waarna hij in 1859 tot consul in Los Angeles werd benoemd. Hij was er nog twintig jaar actief en bekleedde er tot zijn dood op 11 juli 1879 een belangrijke positie.

## Nalatenschap
De Moerenhoutlaan in Ekeren werd naar Moerenhout vernoemd. Ook in Papeete werd een straat naar hem vernoemd. Het eiland Maria Est wordt soms nog Moerenhouteiland genoemd.